# خلات البروبيل
خلات البروبيل، والمعروفة أيضًا باسم بروبيل إيثانوات ، هي مركب كيميائي يستخدم كمذيب ومثال على الإسترات. وهي سائل شفاف عديم اللون يُعرف برائحته المميزة للكمثرى. بسبب هذه الرائحة، فهي تُستخدم عادة في العطور وكمضيف للنكهة. يتم تشكيلها عن طريق أسترة حمض الأسيتيك و 1-بروبانول (المعروف باسم تفاعل التكثيف)، غالبًا عن طريق أسترة فيشر-سباير، مع حمض الكبريتيك كمحفز والمياه تنتج كمنتج ثانوي.